# Gà tre Bỉ
Gà tre Bỉ hay còn gọi là gà Bantam Bỉ (tiếng Hà Lan: Belgisch kriel, tiếng Pháp: Naine belge) là một giống gà thuộc nhóm gà nhỏ (gà Bantam) có nguồn gốc từ nước Bỉ. Chúng là một dòng gà Bantam thực sự, gà trống nặng khoảng 650 gram và gà mái khoảng 550g. Đây là giông gà có nguy cơ tuyệt chủng, vào năm năm 2010 tổng số 168 con gà giống đã được tính đến trong toàn bộ nước Bỉ. Mười bốn giống mẫu màu được công nhận theo tiêu chuẩn Châu Âu. 

## Lịch sử
Giống như gà tre Hà Lan và gà Pictave của Pháp, gà Bantam của Bỉ có nguồn gốc từ số lượng những con gà châu Âu phổ biến rộng rãi của các giống bantam nhỏ màu đa phần ở gà Flemish được gọi là Engelse kiekskes hay "gà bantams Anh". Từ khoảng năm 1900, chúng được chọn lọc trong khu vực Liège, ở Wallonia. Hai giống bantam khác biệt đã được phát triển, Bantam của Bỉ và Bassette Liégeoise. Tiêu chuẩn giống gà Bantam của Bỉ không được soạn thảo cho đến năm 1934. Gà Bantam của Bỉ được phân bố chủ yếu ở Flanders, một số ít ở Wallonia và Hà Lan. Chúng rất hiếm và có nguy cơ bị tuyệt chủng, trong năm 2010 tổng số 168 con chim đã được tính đếm trong toàn bộ nước Bỉ. 

## Đặc điểm
Gà Bantam của Bỉ rất giống với Bantam của Hà Lan, nhưng lớn hơn một chút. Nó vẫn là một trong những giống bantam nhỏ nhất, với những con gà trống nặng khoảng 650 gram và gà mái khoảng 550 g. Nó là giống gà nhỏ và cảnh giác. Chúng có mồng đơn và chân có màu xanh lam. Mười bốn mẫu màu được liệt kê trong tiêu chuẩn Châu Âu cho giống gà này, trong đó có 13 mẫu được chính thức công nhận ở Bỉ. Biến thể gà so là màu sắc thường thấy nhất; các biến thể đa sắc màu hiếm, và các màu khác cực hiếm. Gà mái Bantam của Bỉ là những cổ máy đẻ trứng nhỏ vỏ màu trắng có trọng lượng 30-35 g. Chúng là những con gà ngoan ngoãi và là những bà mẹ nuôi con khéo.